# باباهای اصفهان

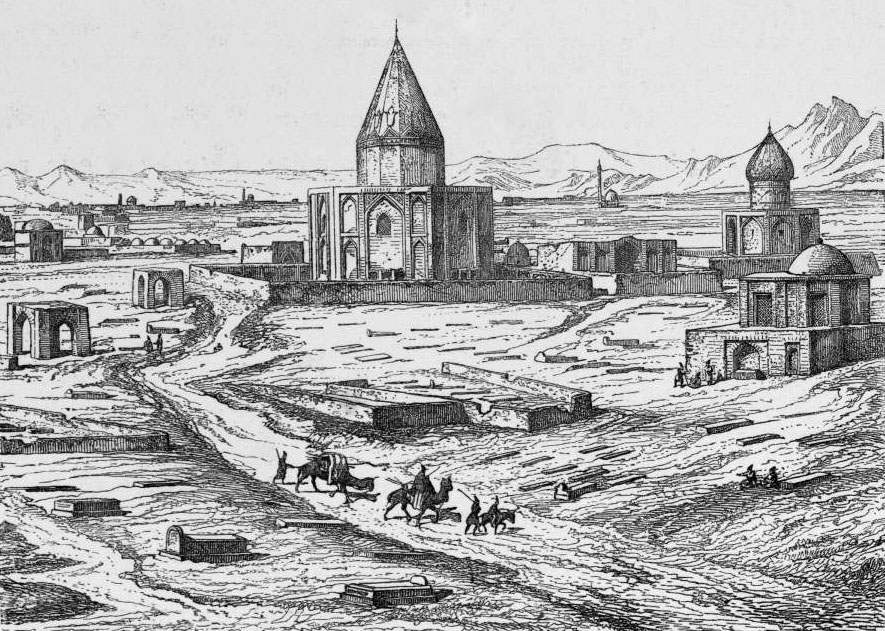
آرامگاه بابا رکن‌الدین

باباهای اصفهان به پیران کامل، رئیس و بزرگ، سرکرده، ریش سفید طایفه، قلندر و اصولاً افرادی که از نظر معنوی به رتبه بالا رسیده و در میان مردم اصفهان سرشناس شده باشند گفته می‌شود.

## واژه‌شناسی
کلمه بابا در زبان فارسی اسم است و به معانی پدر، پیران کامل، رئیس و بزرگ، سرکرده، ریش سفید طایفه، قلندر و آن کس که در کاری بزرگ باشد و پدر بزرگ یا جدّ، بکار رفته‌است. باباها، پیرها و عموها از بزرگان عرفان به‌خصوص در قرون هفتم تا دهم هجری بوده‌اند و نقش مهمی در گسترش تفکرات علوی داشته‌اند. به عنوان مثال می توان بابا پیر را نام برد که  از بنیان گذاران مذهب شیعه جعفری در اوایل قرن هفتم در شهرهای اصفهان، بروجرود، لرستان، نهاوند و خوزستان بوده است و شیخ صفی الدین اردبیلی نیای سلسله صفوی از شاگردان و مریدان وی بوده است. باباها عموماً از شهرت دوری گزیده و اکثراً در گمنامی به شهرت رسیده‌اند. مزار باباها حتی در نقاطی بسیار دورتر از فلات مرکزی ایران و در شبه قاره هند و استانبول به کرات به چشم می‌خورند. به عنوان مثال می‌توان بابا فریدالدین را نام برد. بنای آرامگاه وی در شهر پاکپتن، در ایالت پنجاب پاکستان قرار دارد.
بنا بر قول مصلح الدین مهدوی در کتابهای مزارات اصفهان، اعلام اصفهان و دانشمندان و بزرگان اصفهان در این شهر بیش از ۵۴ بابا مدفون می‌باشند. مزار بسیاری از باباهای اصفهان تصرف و تخریب شده‌است و نیاز به یک عزم راسخ برای باز سازی و احیا آنها وجود دارد.

## باباهای معروف اصفهان

### بابا رکن الدین
مسعود بن عبدالله بیضاوی شیرازی معروف به بابا رکن‌الدین را می‌توان بزرگترین و تاثیرگذارترین بابا در شهر اصفهان در نظر گرفت که بزرگانی همچون شیخ بهایی و سید عبدالکریم کشمیری به زیارت وی می‌رفتند. ایشان در قرن هشتم هجری در زمان سلطنت ابوسعید ایلخان مغول در اصفهان زندگی می‌کرده‌است. رساله قلندریه و شرح فصوص الحکم از آثار اوست. آرامگاه بابا رکن الدین در فهرست آثار ملی ایران ثبت شده و تحت نظر مؤسسه تخت فولاد اداره می‌شود. ملا حسن آرندی نائینی سالک، عارف، حکیم و ریاضیدان سدهٔ سیزدهم هجری درایوان جلو مقبره بابا رکن الدین مدفون است.

### بابا اسماعیل
در گذشته ابوالقاسم اسماعیل بن عباد بن عباس صاحب معروف به صاحب بن عباد در بین مردم به بابا اسماعیل معروف بوده‌است. مزار این عارف بزرگ در میدان طوقچی در کوچه یی به همین نام قرار دارد. ایشان ادیب، شاعر و وزیر دربار رکن‌الدوله دیلمی بوده‌است. در ری و اصفهان، محافل و مباحث علمی و ادبی بر پا می‌کرد و از دانشمندان حمایت می‌کرده‌است. فعالیت‌های وی در دوران هیجده ساله وزارت وی نقش مهمی در گرایش مردم اصفهان به تشیع داشته‌است. مزار باباهای دیگری از جمله: بابا الهی، بابا صلت و بابا عریان در نزدیکی مزار بابا اسماعیل در قبرستان تاریخی طوقچی وجود داشته‌است که اکنون اثری از آنها وجود ندارد.

### بابا فولاد
مزار بابا فولاد در مجموعه تاریخی تخت فولاد و در شمال تکیه خاتون‌آبادی قرار دارد. نام کامل او استاد فولاد حلوائی بن استاد شجاع‌الدّین است و از عرفای قرن دهم هجری قمری بوده‌است. بنابر باور بسیاری از مورخین وجه تسمیه قبرستان تاریخی تخت فولاد نام بابا فولاد بوده‌است. سنگ مزار بابا فولاد مربوط به دوره صفوی است و در فهرست آثار ملی ایران به ثبت رسیده‌است ولی متأسفانه مزار ایشان داخل حیاط اداره مخابرات قرار گرفته و نیاز به توجه بیشتر مؤسسه تخت فولاد می‌باشد.

### بابا پیر محمد
مزار بابا پیر محمد ابن محمود ابن جابر ابن عبدالله انصاری در شرق اصفهان، روستای کیچی قرار دارد. بنای تاریخی و فاخر این بقعه مربوط به دوره ایلخانی می‌باشد. خوشبختانه این بنا در فهرست آثار ملی ثبت شده و کار مرمت و باز سازی آن آغاز گشته‌است.

### بابا قاسم
مزار بابا قاسم در خیابان علامه مجلسی در کوچه ایی به همین نام قرار دارد. این بنای تاریخی مربوط به قرن هشتم هجری قمری است و به جهت دارا بودن تمام ویژگی‌های معماری عصر ایلخانی بنایی فاخر محسوب می‌شود. خوشبختانه این بنا در فهرست آثار ملی ثبت شده‌است.

### بابا شیخ احمد
بابا شیخ احمد سهرفیروزانی مشهور به بُش احمد عابد و زاهد و از بابا های مدفون در سهرفیروزان است.
بابا شیخ احمد یا به قول محلی ها بُش احمد از زاهدان و عالمان سده هفتم هجری قمری در شهر تاریخی سهرفیروزان بوده است که بنا به جایگاه علمی و مذهبی وی در بین مردم از احترام و اهمیت ویژه ای برخوردار بوده است. مقبره بابا شیخ احمد در سهرفیروزان به دلیل شباهت ظاهری و معماری با طاق کسری یا ایوان مدائن در تیسفون به طاق کسری اصفهان مشهور است.
مقبره و گورستان تاریخی بابا شیخ احمد که یکی از کهن‌ترین گورستان‌های منطقه مرکزی ایران به شمار می‌رود در تاریخ فروردین ۱۳۹۹ شمسی به شماره ۳۲۶۷۶ در فهرست آثار ملی ایران به ثبت رسیده است.

### بابا محمود
بابا محمود سهرفیروزانی مشهور به بابا محمود حاکم سهرفیروزان و لنجانات و از مشاوران ارشد سلطان محمد خدا بنده الجایتو بود. مزار بابا محمود سهرفیروزانی در بخش میانی سهرفیروزان و در دامنه کوه در قبرستان قدیمی قرار دارد. از آثار به جا مانده از وی میتوان به پل بابا محمود دومین پل تاریخی بر زاینده رود در سهرفیروزان شهرستان فلاورجان و مسجدی تاریخی به نام مسجد بابا محمود در سهرفیروزان و مقبره وی در گورستان تاریخی بابامحمود در مرکز این روستا و قلعه باغ و چنار بابا محمود اشاره کرد که مربوط به دوران ایلخانان مغول به قرن هفتم هجری و به جای مانده از بابا محمود حاکم سهرفیروزان و لنجانات و مشاور سلطان محمد خدا بنده الجایتو است همچنین از شاگردان بابا محمود میتوان به محمد بن بکران اشاره کرد.

### پیر بکران
مزار شیخ محمد بن بکران از شاگردان بابا محمود سهرفیروزانی در شهری به همین نام در غرب اصفهان در شهرستان فلاورجان در نزدیکی بقایای یک مجموعه مقدس یهودیان شامل بنای یادبود استراخاتون (سارا بت آشر) قرار دارد. این بنا متعلق به عصر ایلخانی است و نوع معماری آن آذری می‌باشد.

### پیر پینه‌دوز
مزار پیر پینه‌دوز یا پیر پاره دوز (روشن ضمیر) در محله تاریخی جوباره، خیابان کمر زرین قرار دارد. این بنای تاریخی مربوط به قرن هشتم هجری می‌باشد. داستانی بین مردم رواج دارد که روزی میرداماد از کنار مغازه این عارف پینه‌دوز که محل کنونی مقبره او بوده می‌گذرد و مشته او را طلا می‌کند. او ناراحت می‌شود و به مشته می‌گوید به شکل اول خود بازگردد. سپس رو به میرداماد می‌کند و می‌گوید: نظر خود کیمیا کن مشته من نمی‌خواهد طلا کنی. علی شاه، معروف به ملّا ذوقی، شاعر و عارف (با حکیم شفائی معاصر بوده) در سال ۱۰۴۵ در اصفهان وفات یافته، در مقبره پیر پینه‌دوز مدفون است.

### پیر غیبی
مزار پیر غیبی در نزدیکی منار چهل دختران در انتهای محله جوباره در صحرای گارلند (گارلنگ) موسوم به خوش صحرا در غرب خیابان سروش و در حدود امامزاده شاه میر حمزه قرار داشته‌است. جلال الدین همایی معماری بقعه را مربوط به دوره سلجوقی شرح داده‌است. متأسفانه در زمان حاضر این بنای تاریخی تصرف و تخریب شده و محل آن نامشخص می‌باشد. با توجه به توصیفات ذکر شده مزار پیر غیبی می‌بایست بسیار نزدیک به مزار بابا جوزا بوده باشد.

### پیر پرنده
مزار پیر پرنده در محله تاریخی جوباره، در نزدیکی مزار پیر پینه‌دوز، در جنوب شرقی میدان امام علی و در کوچه نمکی درون یکی از خانه‌های نزدیک مسجد نمکی قرار داشته‌است که تصرف شده و تبدیل به منزل مسکونی شده‌است. نقل شده‌است وی مانند شمس تبریزی (شمس پرنده) توانایی غلبه بر جاذبه زمین و طی‌الارض را داشته‌ است و به همین علت به پیر پرنده مشهور بوده‌است.

### عمو عبدالله
بنای منارجنبان اصفهان مزار عمو عبدالله کارلادانی یا عمو عبدالله سقلابی (یا صقلایی) می‌باشد. این بنای تاریخی مربوط به قرن هفتم و اوایل قرن هشتم هجری قمری، دوره سلطان محمد خدابنده الجایتو، ایلخان مسلمان است. این اثر فاخر یکی از معروفترین و بی نظیرترین آثار تاریخی اصفهان است، که نه فقط در ایران که در جهان شهره است. منارجنبان را می‌توان تبلور علم و عرفان دانست.

### بابا سلطان قلندر
بابا سلطان قلندر قمی متخلص به لوایی بوده‌است. وی در قرن یازدهم هجری می‌زیسته و به سبک شعراء قدیم شعر می‌گفته‌است. شاه عباس اول تکیه حیدر واقع در چهارباغ اصفهان را به او مفوّض داشته‌است. متأسفانه در زمان حاضر مزار وی نامشخص می‌باشد.

### بابا شیر
مزار بابا شیر در بازارچه تاریخی حسن‌آباد در پشت میدان نقش جهان در شمال امامزاده احمد قرار دارد. بنای تاریخی از دو قسمت تشکیل شده‌است. شبستان که معماری صفوی دارد و بخش بقعه که واجد ضریح چوبین مشبک و معماری ایلخانی است.

### بابا بدلاء
مزار بابا بُدلاء (یا بابا دلا یا بابا بودلار یا بابا ابدال) در نزدیکی مزار بابا شیر در بازارچه تاریخی حسن‌آباد در پشت میدان نقش جهان در جنوب امامزاده احمد قرار دارد. بنای تاریخی دارای یک اتاق و واجد ضریح چوبین مشبک و معماری صفوی است.

### بابا شهاب
مزار بابا شهاب الدین آزادانی (شیخ شهاب الدین آزادانی) در مجاورت مسجد گنبد آزادان در خیابان آتشگاه قرار دارد. این محوطه تاریخی مربوط به دوره ایلخانی می‌باشد. وی عارف قرن نهم هجری بوده‌است. در حال حاضر ساختمان بقعه بابا شهاب تخریب شده و تنها یک ستون از آن باقی مانده‌است.

### بابا سوخته
مزار بابا سوخته (قبا سوخته) در مسجد بابا سوخته در مجاورت باغ قوشخانه قرار داشته‌است. مسجد بابا سوخته هم‌اکنون از میان رفته و تنها یکی از مناره‌های آن باقی است که با نام مناره باغ قوشخانه (گویش محلی: باقوشخانه) در فهرست آثار ملی ایران ثبت شده‌است. این بنا متعلق به دوره ایلخانی می‌باشد. مصلّای قدیم اصفهان در عهد سلاجقه در مجاورت قبرستان تاریخی طوقچی و مسجد بابا سوخته قرار داشته‌است.

### بابا نوش
مزار بابا نوش در محلّه تل عاشقان و نزدیک سنبلستان واقع در خیابان ولی عصر در نزدیکی محوطه تاریخی امامزاده درب امام و قصر جمیلان قرار دارد. در حال حاضر ساختمان بقعه بابا نوش تخریب شده‌است و اهالی محل از آن به عنوان پارکینگ استفاده می‌کنند. جلال الدین همایی در مشاهدات میدانی خود ذکر کرده است که در مقبره وی قبوری مربوط به قرن ۱۱ هجری به بعد وجود دارد.

### بابا عبدالله
مزار بابا عبدالله در شمال غربی میدان امام علی و در کوچه جماله با فاصله کمی از حمام شیخ بهایی و عصارخانه تاریخی جماله قرار دارد. سنگ قبر تاریخی وی مفقود شده اما ساختمان بقه بازسازی شده و باقی است.

### بابا یحیی
مزار بابا یحیی در تکیه بابا رکن الدین در مجموعه تاریخی تخت فولاد قرار دارد. وی از عرفای قرن دوازدهم هجری بوده‌است و در سال ۱۱۵۳ هجری قمری وفات یافته‌است. متأسفانه در زمان حاضر مزار وی نامشخص می‌باشد.

### بابا علمدار
مزار بابا علمدار در محله الیادران (الیاران) واقع در خیابان جهاد است. طول قبر بسیار بلند و حدود ۹ متر است. برخی معتقدند که وی قدی بسیار بلند داشته و برخی نیز علت طول بلند قبر را دفن علم همراه با جسد می‌دانند. در اطراف این مزار قبرستان تاریخی محلّه الیادران قرار داشته که در طول زمان تصرف و تبدیل به فضای آموزشی و مسکونی شده‌است.

### بابا حسن
بابا حسن بیدآبادی از معلّمین ورزشکاری و کشتی و طرف ارادت مردم بوده و در زمان سلطنت  شاه عبّاس اوّل شهرتی داشته‌است. محل باغ و عمارت او در میانه درب کوشک و بیدآباد به اسم جوی بابا حسن معروف بوده‌است. بابا حسن علاوه بر کمالات صوری و ظاهری دارای مقامات دیگر عرفانی نیز بوده‌است که هم او را مرشد می‌دانسته ا ند و هم کرامات و خوارق عادات به او نسبت می‌داده‌اند، چنانچه شاردن در سفرنامه خود نوشته: بابا حسن اگرچه شغل پینه‌دوزی داشته لیکن دارای عمارت، باغ و وضع اعیانی بوده که منشأ آن را از خوارق عادات نوشته‌اند. مزار بابا حسن در کوچه شله رنگ کن‌ها در محلّه بیدآباد قرار داشته‌است. متأسفانه در زمان حاضر مزار وی نامشخص می‌باشد اما جوی بابا حسن به همین نام باقی هست.

### بابا قادر
مزار بابا قادر در محلّه طوقچی بالاتر از مزار صاحب بن عبّاد (بابا اسماعیل) در کنار یکی از تأسیسات انتقال و تقویت برق قرار دارد. سنگ قبر تاریخی و مرمرین با طرح‌های گل و بته زیبا و ادعیه به خط ثلث خوش و حجاری روی قبر وی وجود داشته که مفقود شده‌است اما ساختمان مزار بازسازی شده و باقی است. مزار باباهای دیگری از جمله: بابا الهی، بابا صلت و بابا عریان در نزدیکی مزار بابا قادر بوده است ولی اکنون نامشخص می باشند.

### عمو چماقلو
مزار عمو چماقلو (چماق دار) در زیر سکوی سنگی منار سمت چپ دومنار دردشت در مجاورت مقبره سلطان بخت آغا قرار دارد. ایشان در شب‌های قدر و سایر مناسبت‌های مذهبی ارازل و اوباش شهر را دور خود جمع می‌کرد تا امنیت شهر برای خانواده‌ها افزایش یابد به همین دلیل مردم او را هم پیاله ارازل و اوباش می‌دانستند. بعد از فوتش علامه مجلسی برای وی نماز می‌خواند و مردم متوجه مقام بالای معنوی و روحانی عمو چماقلو می‌شوند. همچنین نقل شده‌است زمانی که شیخ بهایی از جبل عامل لبنان به ایران مهاجرت می‌کند و در اصفهان ساکن می‌شود، با پیرمرد گوژپشتی معروف به عمو چماقلو برخورد می‌کند و از آنجایی که شیخ به بسیاری از علوم اشراف داشته، به او پیشنهاد می‌دهد که قوز روی کمرش را ناپدید کند و پیرمرد ابتدا باور نمی‌کند اما پس از انجام این کار توسط شیخ بهایی، عمو چماقلو کلید یک حمام قدیمی و مرموز را به شیخ می‌دهد و شیخ بهایی حمام را راه اندازی و فعال می‌کند که امروزه بنام حمام شیخ بهایی شهرت جهانی دارد.

### بابا بیات
مزار بابا بیات حدود تکیه بابا رکن الدّین و تکیه آقامحمد بیدآبادی بوده و اینک از بین رفته‌ است. بنا بر قولی فعلًا جزو اراضی فرودگاه قدیمی اصفهان شده‌است. وی از عرفای قرن هشتم هجری است. ایشان مراد و استاد طریقت بابا رکن الدّین بوده‌است.

### بابا جوزا
مزار بابا جوزا، در انتهای جوباره و مقابل باغ گارلند (گارلنگ) و نزدیک امامزاده شاه میر حمزه قرار داشته‌ است. جلال الدین همایی در مشاهدات میدانی خود مزار بابا جوزا را مقبره ایی مخروبه در اواخر محله جوباره در کنار جاده شهر به برخوار (خیابان سروش فعلی) نزدیک عمارت گارلنگ توصیف می‌کند. با توجه به این توضیحات مزار بابا جوزا باید بسیار نزدیک به مزار پیر غیبی و منار چهل دختران بوده باشد. لازم به یادآوری است که جوز به معنی گردو است. جالب توجه است که در بین مردم اصفهان رسمی وجود داشنه است که اگر دختران در پای و پله‌های منار چهل دختران مقداری گردو را شکسته و همراه کشمش به عابران و مردم تعارف کنند، بختشان برای ازدواج باز خواهد شد. متأسفانه در زمان حاضر مزار بابا جوزا و محل عمارت گارلند نامشخص می‌باشد

### بابا دنبه
مزار بابا دنبه یا دنبی در محله تاریخی الیادران (خیابان جهاد فعلی) در پشت باغ نو قرار داشته است. جلال الدین همایی در مشاهدات میدانی خود مقبره کوچکی را ذکر کرده است. در زمان حال باغ نو و عمارت تاریخی صارم الدوله (فرزند ظل السلطان و نوه امیر کبیر) تبدیل به ساختمان جهاد سازندگی شده است و متأسفانه در زمان حاضر مزار بابا دنبه نامشخص می‌باشد. لازم به ذکر است در اصفهان  کوه کم ارتفاعی بنام کوه دنبه وجود دارد که به ابوالهول اصفهان نیز معروف است.

### بابا سرخ
مزار بابا سرخ در امتداد جوی شاه (خیابان شیخ بهایی) در کوچه بابا سرخ در باغی به همین نام قرار داشته است. جلال الدین همایی در مشاهدات میدانی خود مقبره را مشاهده نکرده است و تنها به نام کوچه بابا سرخ اکتفا نموده است. در زمان حاضر کوچه بابا سرخ به نام کوچه بهشتی نژاد تغییر نام یافته است. موقعیت کوچه بابا سرخ در انتهای غربی خیابان شیخ بهایی در مجاورات ساختمان آتش نشانی قرار دارد. متأسفانه در زمان حاضر مزار بابا سرخ نامشخص می‌باشد ولی معتمدین محل این مزار را مجنمع ارغوان ذکر میکنند.

### بابا جعفر
مزار بابا جعفر در ایوان چهار درویش در محوطه تاریخی مسجدشعیا و امامزاده اسماعیل قرار دارد. جلال الدین همایی در مشاهدات میدانی خود ذکر کرده است که سنگ لوحش به سختی خوانده شد و نام وی زین‌العابدین است و عصر او در قرن ۹-۸ هجری است. بابا جعفر در زمره معدود بابا هایی است که نامش در کتب اصفهان شناسی مصلح الدین مهدوی ذکر نشده است.

### بابا سید
مزار بابا سید در محله تاریخی لنبان در نزدیکی مسجد لنبان قرار دارد. بابا سید در زمره بابا های خاصی هست که نامش در کتب اصفهان شناسی مصلح الدین مهدوی و جلال الدین همایی ذکر نشده است. اخیرا مهدی نجار اعرابی در کتاب نسخه ارم ( گذری بر منطقه ماربین اصفهان) از این مکان نام برده است. مزار وی درون منزل سید نابینایی بنام سید مرتضی حسینی قرار دارد.

### پیر نجم الدین
مزار پیر نجم الدین  در محله تاریخی کلیچه قرار دارد. ایشان نیز مانند بابا سید در زمره بابا های خاصی هست که نامش در کتب اصفهان شناسی مصلح الدین مهدوی و جلال الدین همایی ذکر نشده است. اخیرا مهدی نجار اعرابی در کتاب نسخه ارم ( گذری بر منطقه ماربین اصفهان) از این مکان نام برده است. نکته یسیار مهم در مورد مزار پیر نجم الدین سال قدمت این مکان می باشد. فوت وی در سال ۳۰۰ هجری قمری در دوره طاهریان اتفاق افتاده است. بنابر این ایشان قدیمی ترین بابای اصفهان می باشد.

### بابا حمزه
مزار بابا حمزه در روستایی دور افتاده در شیائونان واقع در شمال چین قرار دارد. ایشان از عرفاء و ادباي اصفهان بوده است و براي تبلیغ اسلام و اشاعه آن به سرزمین چین سفر کرده و در آنجا بدرود حیات گفته است. در آرامگاه او تعدادي کتابهاي فارسی وجود داشته است.

### بابا باب اللَّه
مزار بابا باب الله در محله تاریخی جوباره نزدیک مزار ساروتقی (وزیر اعظم شاه صفی و شاه عباس دوم) قرار داشته است. جلال الدین همایی در مشاهدات میدانی خود قبر و یک بقعه محقر گلی را ذکر کرده است. متأسفانه در زمان حاضر مزار بابا باب الله نامشخص می‌باشد.

### بابا سنگکی
مزار بابا سنگکی در پشت مسجد جامع اصفهان قرار داشته است. در نزدیکی بقعه متبرکه شورا طاق بابا سنگکی قرار داشته است ولی اکنون طاق و آثار قبر از بین رفته است ولی کوچه ایی بنام بابا سنگکی در آن محل وجود دارد.

### بابا رستم
مزار بابا رستم بختیاری در صحن شهدا حرم شاه رضا واقع در شهر شهرضا قرار دارد. ایشان از عارفان مشهور قرن سیزدهم قمری (ابتدای عهد قاجار) است. وی ابتدا منصب نظامی داشته است ولی  پس از خروج از منصب نظامی گری در شهر اصفهان سکونت گزیده و در تکیه مادر شاهزاده مشغول زهد، عبادت و ریاضت می شود. محمدصادق تخت فولادی (قدوه السالکین) شاگرد مستقیم بابا رستم بوده است و آموزه های بابا رستم را به نسل بعدی عارفان معاصر از جمله حسنعلی نخودکی اصفهانی و  ابوالحسن حافظیان انتقال داده است.

### بابا لنگر
مزار بابا لنگر (سید سرالدین) در دامنه کوهی از رشته کوهای زاگرس در شهرستان عسگران در نزدیکی چشمه مرغاب قرار دارد. این بقعه مبارکه تاریخی بازسازی شده است.

### پیر محمد
مزار پیر محمد درخیابان کاشانی، خیابان جوزدان خرابه، کوچه پیر نیا با فاصله چند کیلومتری در غرب امامزاده موسی قرار دارد. بخشی از محوطه تاریخی پیر محمد توسط اداره برق اشغال شده و بخشی در حال مرمت و بازسازی نیمه کاره رها شده است. خوشبختانه سنگ مزار باقی است و تاریخ فوت ۹۸۱ هجری ذکر شده است.

### بابا شیخ علی
مزار بابا شیخ علی در شهر زاینده رود (لنجان) در محلی بسیار زیبا و خوش آب و هوا در کناره زاینده رود قرار دارد. این بقعه مبارکه تاریخی بازسازی شده و اخیرا کتیبه یی در زمین های کشاورزی اظراف بقعه کشف شده است. یکی از مهمترین تصفیه خانه های آب آشامیدنی شهر اصفهان در نزدیکی این بقعه قرار دارد.

### بابا متکا
مزار بابا متکا در خیابان ولی عصر ما بین مسجد اژه ای و کوچه خواجه نظام الملک قرار دارد. بقعه تاریخی تخریب شده و سنگ مزار ایشان  مفقود شده است اما اتاقی بازسازی شده و باقی است.